# Powszelatek brunatek
Powszelatek brunatek (Erynnis tages) – owad z rzędu motyli, z rodziny powszelatkowatych (Hesperiidae).

## Wygląd
Rozpiętość skrzydeł od 25 do 28 mm, dymorfizm płciowy słabo zaznaczony.

## Siedlisko
Suche łąki i stepy, drogi polne, miedze, polany, drogi leśne, kamieniołomy, wydmy, tereny ruderalne.

## Biologia i rozwój
W Polsce wykształca dwa pokolenia w roku (maj-czerwiec, lipiec-sierpień). Rośliny żywicielskie: komonica zwyczajna, cieciorka pstra. Jaja składane są pojedynczo na wierzchniej stronie liścia rośliny żywicielskiej. Larwy wylęgają się po 1-2 tygodniach; przepoczwarzają się w oprzędzie u podstawy rośliny żywicielskiej lub w jej pobliżu. Motyle wylęgają się po 2-3 tygodniach.

## Rozmieszczenie geograficzne
Gatunek eurosyberyjski, w Polsce występuje na terenie całego kraju, ale na północy jest nieco rzadszy.